# 欧阳逸冰
欧阳逸冰（1941年—），原名王殿贡，男，天津人，中国剧作家、戏剧评论家，一级编剧，中国动画学会副会长。

## 著作
出版有《欧阳逸冰剧作选》，作品有电视剧剧本《东周列国》（60集，与郭启宏、王培公合作）、《别问我是谁》（20集），歌剧剧本《护花神》、《变形的面庞》、《博物馆之夜》，话剧剧本《认识你，真好》、《享受艰难》等。